# Astrangia dentata
Astrangia dentata är en korallart som beskrevs av Addison Emery Verrill 1866. Astrangia dentata ingår i släktet Astrangia och familjen Rhizangiidae. Inga underarter finns listade i Catalogue of Life.